# 体外受精 (生物)
体外受精（たいがいじゅせい）とは、生物において生殖細胞が親の体外に放出され、そこで受精が行われるような繁殖の方法のことである。一般的には動物に対して用いられる。近年は、生物学や医療の分野において人工授精の技術の一つとして、動物の卵や精子を取り出して行うものを呼ぶことが多いが、本来の意味はこちらである。人工授精の技術としてのそれについては、体外受精の項を参照されたい。

## 概説
動物の生殖細胞は体の内部にある生殖巣に形成されるので、いずれは体外に放出されなければならないが、体外受精ではこの両者が同時に体外に放出され、そこで受精が行われる。精子は鞭毛運動を行うので、受精の場は水中でなければならない。つまり、海中か淡水中か、いずれにせよ、水中動物に見られる受精の方法である。ただし、カエルのように陸上生活をしているもので、繁殖時に水中に入る例もある。体外受精での卵や精子の放出のことを放卵、放精ともいう。
これに対して、受精が体内（普通は雌の）で行われるのを体内受精という。体外受精はその構造やそれに関わる機能が体内受精より単純であるから、当然ながら体外受精の方が原始的で、そこから体内受精のものが進化してきた、と考えるべきである。しかし、実際には体内受精がかなり下等な群でもみられる。

## 分類群との関連
一般には体外受精は体内受精より下等なもののように思われがちであるが、実際には扁形動物など下等とされる分類群にも体内受精のものが結構あり、いくつかの群で両者入り交じっている。脊椎動物でも、魚類、両生類が主として体外受精、それ以上は体内受精と言いたい所であるが、実際には両生類にも体内受精があり、さらには軟骨魚類で体内受精が多いなど、結構入り交じっている。
むしろ、大っぴらに体外受精を行う動物群は少ないと言っても良いくらいで、次のようなものが挙げられる。それらの中にも、体内受精をするものが混じっている例が多い。ちなみに、種数で言えば莫大な種数を擁する節足動物（昆虫・甲殻類）、それに線形動物が含まれるので体内受精の圧勝である。
- 海綿動物
- 刺胞動物
- 有櫛動物
- 紐形動物
- 星口動物
- ユムシ動物
- 腕足動物
- 環形動物（多毛類）
- 軟体動物（多板類・斧足類など）
- 棘皮動物
- 脊索動物
  - 原索動物
  - 硬骨魚類
  - 両生類（カエル類）

## 配偶行動
体内受精の場合、ペアを組む個体間のやり取りは必須であるが、体外受精ではそれは不必要に見える。しかし、全く無作為に放卵放精をしても受精が成立するはずはなく、少なくともタイミングくらいは合わせなければならない。実際には体内受精同様にペアを組む例も少なくない。
- タイミングを合わせる例:サンゴやウニなどに見られる例であるが、一年のうちで、放卵放精の行われる時間がごく狭く、ほとんどの個体が同時に放卵放精を行うものがある。海の動物の場合、それは大抵、潮の満ち干と関係が深く、例えば六月の大潮の夜の満潮時、とかになっている。なお、ウミシダでは生殖巣が樹枝状の腕にまで入り込んでいるが、この枝を折り取って実験室に保管した場合でも、同じ時刻に放卵放精を行うという。

- 化学物質による情報交換:いわゆるフェロモンなどである。ウニの場合、上記のような時間による調節も行われるが、ある個体が放卵を行うと、他個体も放卵放精を始める。これは、そのような物質が関与していると言われる。

- 集団を作る例:一度に多数個体が一カ所に集合し、放卵放精を行う。クサフグなどが有名である。

- 少数集団の例:キンギョでは一頭の雌を複数の雄が追尾し、雌が産卵すると放精する。モリアオガエルも一頭の雌を複数に雄が組みつく。

- ペアを組む例:魚類、カエルの多くがこれである。ヒトデにも例がある。体内受精の場合と同様に、互いの個体の間でやり取りがあり、タイミングを合わせて放卵放精が行われる。体内受精とは異なり、性器の挿入や接触は行われないが、魚類の場合は体を寄せ合ったり、雄が雌をヒレで包むようにする、あるいは体を巻き付けるなどの行動を行う例もある。魚類や両生類ではそれに先立って特に決まった配偶行動が見られる例が多い。

## 交接を含む例
体外受精では当然ながら体内受精のような精子を雌体内に流し入れる構造が不要である。しかしながらそれを持つ例もある。ミミズ類においては雌雄同体であり、1個体に前後して雄性生殖器と雌性生殖器があり、生殖行動としては2個体が反対向き方向で腹面を合わせ、互いに精子を与え合う。その際に精子は貯精嚢に入るが、この構造には体内に雌性生殖器と繋がる構造がない。産卵は体表に分泌される粘液が固まった膜の中に行われ、その際に貯精嚢からここに精子が放出され、受精が起こる。シマミミズの項を参照されたい。

## 進化との関連

### 構造
体内受精に比べ、体外受精では生殖器の構造は簡単になりやすい。交尾のための性器や受精嚢などが必要ないからで、極端な場合、輸精管や輸卵管くらいしか必要ない。それすらない例もある。ヒモムシ等では卵も精子も体表から脱出する。しかし、全く何もない訳ではなく、例えば、メダカの雄では尻びれが雌より幅広くなっているが、これはその部分で雌の総排出孔付近を囲い、精子の拡散を防ぐのに使われる。

### 行動
体外受精の体内受精に対する不利な点として、開かれた場に卵と精子を出すため、それらの無駄になる量が多いことが挙げられる。特に、精子についてはそうである。水中に散らばった卵全体に広がるほどの精子を生産する必要があるからである。
コストと利益の観点から考えると、生まれる子供の確保は雄にとっても雌にとっても利益であるが、そのためのコストは、雌の卵の生産に必要なエネルギーに比べ、雄の精子生産に必要なエネルギーははるかに少なくて済むと言われる。雄よりも雌が子を保護する傾向はここから産まれるというのである。しかし、体外受精の場合、雄のコストも雌とそれほど変わらないと見られる。例えば魚類では卵巣と精巣の大きさにはそれほど差がない（白子を思い出していただきたい）。したがって、先のような考えに立てば、雄にも子を守る行動が進化する可能性が高い。事実、魚とカエルでは雌でなく雄が子を保護するものが結構多い（コモリガエルなど）。

### スニーキング
体外受精では、ペアを組んで身を寄せても、その受精の行われる場はオープンであるから、外部の精子が入り込む余地がある。これを利用し、ペアを組めなかった、あるいは組まなかった雄が、放卵放精の瞬間に接近して放精を行い、受精をねらうのがストリーキングやスニーキングである。